# Europs horni
Europs horni es una especie de coleóptero de la familia Monotomidae.

## Distribución geográfica
Habita en Zanzíbar, Tanzania.